# Bever (retailer)
Bever is een Nederlandse winkelketen op het gebied van producten en diensten voor buitenrecreatie en -sport. Het bedrijf werd in 1976 opgericht in Den Haag. In 2023 zijn er meer dan veertig winkels en een webshop. De bedrijfsnaam is gestoeld op het natuurlijke gedrag van de bever; een dier dat zijn woon- en leefgebied exploreert.

## Geschiedenis
Bever werd in 1976 opgericht door de Haagse natuurfotograaf Fred van Olphen. De eerste winkel werd onder de naam Bever Zwerfsport geopend in 1977 aan de Regentesseelaan in Den Haag. In 1982 verhuisde de zaak naar het Calandplein in Den Haag, met een vloeroppervlak van 2.500m² was het de grootste outdoorwinkel van Europa.
In 1998 opende Bever een website en dertien jaar later begon de onderneming met een webshop.
In 2007 werd Bever Zwerfsport overgenomen door het Belgische A.S.Adventure. Dit bedrijf werd daarmee marktleider in de Benelux.

## Duurzaam
Het bedrijf heeft aandacht voor het bevorderen van duurzame consumptie. Dit uit zich onder meer door het bieden van mogelijkheden voor onderhoud, reparatie, hergebruik en recycling. In 2022 werd het door ABN AMRO aangemerkt als 'Sustainable Retailer of the Year'. Een belangrijke reden daarvoor was de manier waarop het bedrijf zich inzet om de afvalberg te verkleinen. De winkelketen wil klanten helpen duurzamere keuzes te maken. Daarnaast biedt een reparatie- en onderhoudsservice, zodat buitenspullen langer mee kunnen gaan. Daarnaast begon Bever een eigen recyclestraat, alles wat klanten in de winkels inleveren wordt gesorteerd en verdeeld voor een duurzaam en circulair tweede leven. In 2022 werd door klanten meer dan 25.000 kilo aan afgedankte producten ingeleverd. Met het onderhouds- en reparatieprogramma repareerde Bever tot eind 2023 ruim 12.146 producten en werden 7.616 jassen, broeken en slaapzakken gewassen.
Vanaf 2021 biedt het bedrijf Bever eenmaal per jaar als alternatieve 'Black Friday' de mogelijkheid voor klanten om gratis buitenkleding laten repareren of wandelschoenen laten checken. In 2022 repareerde het bedrijf zo 3.081 kledingstukken en werden 7.156 wandelschoenen onderhouden.
De Buitenmens-collectie van Bever biedt producten van uitsluitend ge-up- of gerecyclede materialen.

## Samenwerkingsverbanden
Bever werkt samen met United by Blue en de Waddenvereniging op Texel bij strandopruimingen, is initiatiefnemer van het 'Circulair Samenwerkingsverband Outdoorindustrie' (CSO) en werkt samen met duurzame partners zoals Trees for All voor herbebossing, Circular Challenge RPET voor de recycling van PET-flessen, NKBV, Dopper, Sheltersuit, de Voedselbank, BlueLOOP, Fraenck en Sympany.

## Prijzen
- Multichannel Award 2013[7]
- Cross Channel Award 2015[8]
- Beste Omnichannel Retailer van Europa 2018 volgens Google[9]
- Meerdere malen de Retailer of the Year-award en de Webshop Awards the Netherlands in de categorie Outdoor. O.a. 2021-2022

- Beste Winkelketen van Nederland 2021, categorie Outdoor[10]
- Beste Winkelketen van Nederland 2022, categorie Outdoor[11]
- Webshop Award the Netherlands 2021, categorie Outdoor[10]
- Webshop Award the Netherlands 2022, categorie Outdoor[11]

- Sustainable retailer of the year 2022-2023[12]